# Bulbophyllum unitubum
Bulbophyllum unitubum es una especie de orquídea epifita o litofita originaria de  	 Papúa Nueva Guinea.

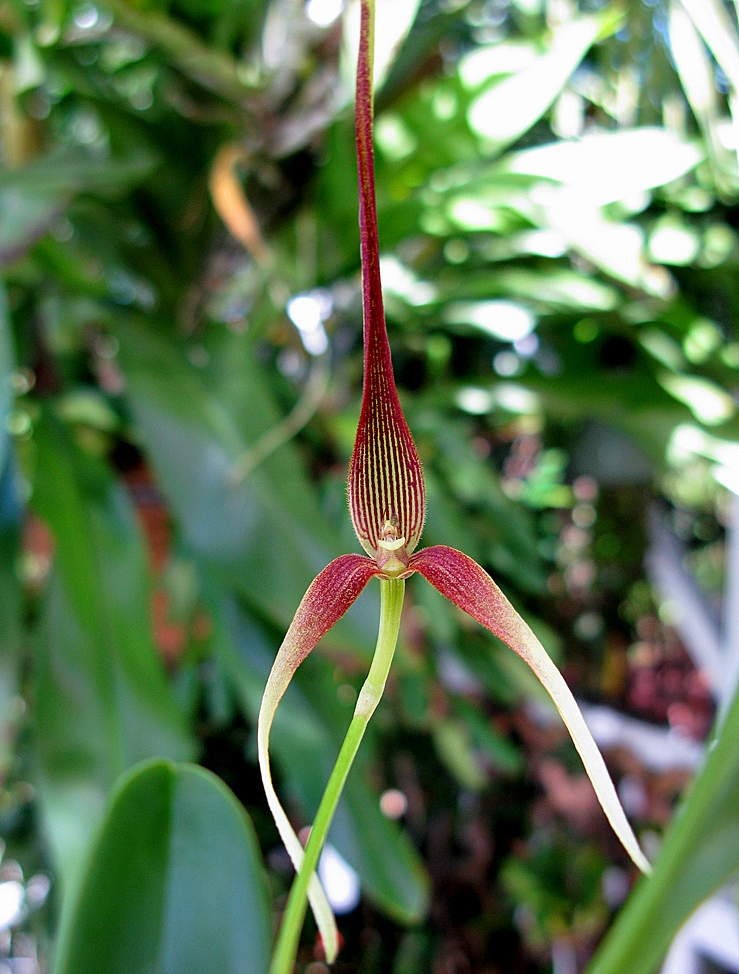
Vista de la planta

## Descripción
Es una orquídea de pequeño tamaño, con hábitos epifita, con 0,5 a 0,8 cm de distancia entre cada  pseudobulbo cilíndrico , recto y luego curvado, alargado que llevan una sola hoja apical, oblonga, peciolada y canalizada por debajo. Florece en la primavera y el otoño en una inflorescencia basal, lateral, delgada, de 14 cm  de largo, sola  que contiene las flores abiertas por encima de las hojas.

## Distribución y hábitat
Se encuentra en Indonesia, Papúa Nueva Guinea y Borneo como epífita en elevaciones de 160 a 500 metros en los troncos inferiores de grandes árboles en los márgenes de la selva y los bosques semicaducos.

## Cultivo
Esta especie requiere de un tiesto o una cesta con un medio abierto, las temperaturas calientes, lugares de sombra y abundante agua.

## Taxonomía
Bulbophyllum unitubum fue descrita por  Johannes Jacobus Smith   y publicado en Nova Guinea, Botany 14: 478. 1929.
Etimología
Bulbophyllum: nombre genérico que se refiere a la forma de las hojas que es bulbosa.
unitubum: epíteto latino que significa "un tubo".